# Mario Davidovsky
Mario Davidovsky (Medanos, província de Buenos Aires, 4 de març de 1934) és un compositor argentinoestatunidenc.

## Biografia
Nascut a l'Argentina, emigrà el 1960 als Estats Units, on viu avui dia. És conegut per la seva sèrie de composicions anomenats Synchronisms, que ho fa en incorporar instruments acústics i sons electroacústics desenvolupats a partir d'una cinta. La Música electroacústica també es denomina música electrònica.
La ciutat on va néixer Davidovsky (Medanos) resta situada al sud-est de Buenos Aires i prop del port de Bahia Blanca. Pertany a una primera generació d'argentins, ja que la família és oriünda de Lituània. Va créixer doncs en una zona de forta economia agrària i de fe catòlica, la seva família portava els valors europeus d'història jueva i ell va créixer en aquesta educació.
Amb set anys començà els estudis musicals de violí. Amb tretze començà a compondre. Estudià composició i teoria amb Guillermo Graetzer en la Universitat de Buenos Aires, on finalment es graduà.
El 1958 estudià amb Aaron Copland i Milton Babbitt en el Berkshire Music (en l'actualitat el Tanglewood Music Center) a Lenox (Massachusetts). A trevés de Babbitt, que treballava en la Columbia-Princeton Electrònic Music Center, i altres, Davidovsky desenvolupà un interès en la música electroacústica. Copland animà Davidovsky a emigrar als Estats Units, i el 1960, Davidovsky s'assentà en la ciutat de Nova York, on fou nomenat director associat de la Columbia-Princeton Electrònic Music Center.
Durant la dècada de 1960, s'afirmà internacionalment com a pioner en música electroacústica en llurs Estudis i els seus primers dotze Synchronisms. El nº, 6 dels Synchronisms guanyaria el premi Pulitzer el 1971. si bé els Estudis d'electrònica són purament electroacústica, cadascun dels Synchronisms es realitza per un o més músics tocant instruments tradicionals, mentre que una cinta de la màquina reprodueix música electroacústica enregistrada prèviament en un laboratori. L'artista intèrpret o executant en viu parcialment serveix per escalfar l'audiència a la part electroacústica de la composició. L'artista també i afegeix una certa vitalitat a l'obra des d'un punt de vista purament electroacústic, mai és vertaderament realitzat.
Moltes de les persones que treballen en composició electroacústica han sobreviscut a la novetat del mitjà i de la novetat.
Davidovsky ha treballat per resoldre els grans problemes. El mitjà electrònic proporcionat pels nous medis per controlar els primitius elements de so: atac, i aspectes de la decadència que no havien desenvolupat un paper important en la música. Treballant en el laboratori, Davidovsky tallant cintes amb fulles d'afaitar i unint-les en diverses formes per controlar els aspectes del so. Ell utilitzà l'oïda per posar a prova la qualitat de cada creació, d'aquesta forma i amb treball, construí un vocabulari de composició.
A més de compondre, Davidovsky treballà com Edgard Varèse de tècnic. Varèse li descriu els sons que ell està cercant, i Davidovsky l'ajudarà a configurar l'equip en el laboratori per produir els sons. Davidovsky i Varèse es convertiren en amics íntims, Varèse quan morí el 1956, dedicà a Davidovsky el seu Electrònic Study nº. 3.
Davidovsky continuà component música electrònica, fins a mitjans del decenni de 1970, quan tornà a escriure música per ser interpretada exclusivament per instruments tradicionals, inclosa la veu.
La seva única composició electroacústica publicada des de llavors és Synchronisms nº, 9 (1988) i Synchronisms nº.10 (1992).
Des de 1981 a 1993 fou director del laboratori, així com professor de música de Colúmbia. El 1994 es convertí en professor en la Universitat Harvard. Durant la seva carrera, Davidovsky també ha ensenyat en moltes altres institucions: la Universitat de Michigan (1964), l'Institut Di Tella de Buenos Aires (1965), la Manhattan School of Music (1968-69), la Universitat Yale (1969-70), City College de Nova York (1968-80).
El 1982, fou elegit com a membre de l'Acadèmia Americana de les Arts i les Lletres. Ha rebut nombrosos premis, beques, etc.

## Premis
- Acadèmia Americana de les Arts i Lletres (1965)
- Premi Pulitzer (1971)
- Universitat de Brandeis Creative Arts Award
- Aaron Copland-Premi Tanglewood
- Seamus Lifetime Achievement Award (1989)
- Premi Naumburg
- Premi de Peggy Guggenheim (1982)
- Dotació de Barlow per a composició musical-Comissió (2003).